# Moona
Moona is een geslacht van vliesvleugeligen uit de familie Eulophidae. De wetenschappelijke naam van dit geslacht is voor het eerst geldig gepubliceerd in 2005 door Kim & La Salle.

## Soorten
Het geslacht Moona is monotypisch en omvat slechts de volgende soort:
- Moona spermophaga Kim & La Salle, 2005